# FC Emmen
FC Emmen là một câu lạc bộ bóng đá Hà Lan có trụ sở tại Emmen, Drenthe, chơi ở Eredivisie, tầng thứ nhất của bóng đá ở Hà Lan.

## Lịch sử
Câu lạc bộ nghiệp dư Emmen được thành lập vào ngày 21 tháng 8 năm 1925. Khi giải đấu chuyên nghiệp Hà Lan được thành lập vào năm 1954, Emmen đã chọn duy trì vị thế câu lạc bộ nghiệp dư của mình.
Năm 1985, Emmen cuối cùng gia nhập hàng ngũ chuyên nghiệp. Năm 1988, câu lạc bộ được tách ra trong một bộ phận nghiệp dư và chuyên nghiệp. Sau này hầu hết được gọi là BVO Emmen (B etaald V oetbal O rganisatie, tổ chức bóng đá chuyên nghiệp). Năm 2005, câu lạc bộ chuyên nghiệp Emmen đổi tên thành FC Emmen, vì hai lý do. Đầu tiên, người ta hy vọng rằng tên gọi mới sẽ phản ánh tốt hơn lịch sử của câu lạc bộ và thứ hai là do nhiều hiểu lầm đã xuất hiện, trong số những người đã tin rằng BVO là tên viết tắt tương tự như PSV, RBC hoặc ADO.
FC Emmen đã đạt đến Eerste Divisie play-off 11 lần và vào ngày 20 tháng 5 năm 2018, họ quản lý để dành chương trình khuyến mãi đến Hà Lan Eredivisie cho lần đầu tiên trong lịch sử của họ sau khi đánh bại Sparta Rotterdam 3-1 trong việc thúc đẩy / xuống hạng trận chung kết play-off.
Họ đã chơi trận đấu Eredivisie đầu tiên của họ vào ngày 12 tháng 8 năm 2018 trước ADO và giành chiến thắng trong trận đấu với 1-2. Glenn Bijl có bàn thắng đầu tiên cho FC Emmen ở Eredivisie.
Emmen kết thúc thứ 14 trong mùa Eredivisie đầu tiên và đảm bảo vị trí trong Eredivisie cho mùa giải 2019-2020.

## Sân vận động
JenS Vesting trước đây của FC Emmen, được biết đến nhiều hơn với tên De Meerdijk, bây giờ là de Oude Meerdijk là bối cảnh của một số trận đấu của Giải vô địch trẻ thế giới FIFA 2005.

## Tài trợ
| Giai đoạn   | Nhà sản xuất trang phục | Nhà tài trợ áo                        |
| ----------- | ----------------------- | ------------------------------------- |
| 1985-1988   | Yellow Bird             | American Stores                       |
| 1988-1989   | Hummel                  | Haka Electronics                      |
| 1989-1991   | Hummel                  | Zwiers                                |
| 1991-1993   | Hummel                  | Direktbouw Holland                    |
| 1993-1995   | Hummel                  | Meubelbou Boulevard Emmen             |
| 1995-1997   | Hummel                  | Emma Gamma                            |
| 1997-2001   | Hummel                  | Ariston / Indesit                     |
| 2001-2004   | Hummel                  | Haka Electronics                      |
| 2004-2006   | Hummel                  | Henk ten Hoor                         |
| 2006-2007   | Hummel                  | KoelGroep Dorenbos                    |
| 2007-2008   | Hummel                  | Hof van Saksen                        |
| 2008-2009   | Legea                   | Hof van Saksen                        |
| 2009-2012   | Legea                   | Peter van Dijk Projects & Investments |
| 2011-2012   | Klupp / Legea           | Peter van Dijk Projects & Investments |
| 2012-2013   | Jako                    | Sunoil Biodiesel                      |
| 2013-2015   | Masita                  | Sunoil Biodiesel                      |
| 2015-2016   | Robey                   | Q & S Gart Deco                       |
| 2016-2017   | Robey                   | Không có điều kiện                    |
| 20172012018 | Beltona                 | Không có điều kiện                    |
| 2018-2019   | Beltona                 | Hitachi Capital Mobility              |

## Kết quả
| Season  | League         | Rank | Games | Points | GF | GA | Manager                      | Topscorer                         | Goals |
| ------- | -------------- | ---- | ----- | ------ | -- | -- | ---------------------------- | --------------------------------- | ----- |
| 1985–86 | Eerste divisie | 18   | 36    | 24     | 30 | 54 | Theo Verlangen               | Henry Pelleboer                   | 8     |
| 1986–87 | Eerste divisie | 16   | 36    | 26     | 41 | 59 | Theo Verlangen               | Rudy Metz                         | 15    |
| 1987–88 | Eerste divisie | 18   | 36    | 22     | 29 | 59 | Theo Verlangen               | Gerrie Schaap                     | 6     |
| 1988–89 | Eerste divisie | 18   | 36    | 20     | 39 | 91 | Ben Hendriks                 | Willem Brouwer                    | 13    |
| 1988–89 | Eerste divisie | 6    | 36    | 38     | 53 | 47 | Ben Hendriks                 | Jan de Jonge                      | 16    |
| 1990–91 | Eerste divisie | 12   | 38    | 36     | 54 | 67 | Ben Hendriks                 | Michel van Oostrum                | 24    |
| 1991–92 | Eerste divisie | 18   | 38    | 29     | 37 | 56 | Piet Buter                   | Jan de Jonge                      | 13    |
| 1992–93 | Eerste divisie | 12   | 34    | 27     | 44 | 66 | René Notten                  | Jan de Jonge                      | 14    |
| 1993–94 | Eerste divisie | 9    | 34    | 36     | 49 | 58 | René Notten                  | Jan de Jonge                      | 14    |
| 1994–95 | Eerste divisie | 10   | 34    | 35     | 56 | 61 | Leen Looyen                  | Antti Sumiala                     | 9     |
| 1995–96 | Eerste divisie | 2    | 34    | 67     | 71 | 39 | Azing Griever                | Michel van Oostrum                | 26    |
| 1996–97 | Eerste divisie | 3    | 34    | 63     | 58 | 36 | Azing Griever                | Michel van Oostrum                | 25    |
| 1997–98 | Eerste divisie | 3    | 34    | 61     | 64 | 45 | Azing Griever                | Michel van Oostrum                | 18    |
| 1998–99 | Eerste divisie | 3    | 34    | 61     | 53 | 37 | Azing Griever                | Michel van Oostrum                | 11    |
| 1999-00 | Eerste divisie | 5    | 34    | 58     | 53 | 45 | Jan de Jonge                 | Michel van Oostrum Peter Hofstede | 13    |
| 2000–01 | Eerste divisie | 11   | 34    | 41     | 53 | 64 | Jan de Jonge                 | Peter Hofstede                    | 14    |
| 2001–02 | Eerste divisie | 5    | 34    | 59     | 53 | 43 | Hennie Spijkerman            | Paul Weerman                      | 14    |
| 2002–03 | Eerste divisie | 2    | 34    | 75     | 66 | 33 | Hennie Spijkerman            | Donny de Groot                    | 30    |
| 2003–04 | Eerste divisie | 8    | 36    | 61     | 65 | 54 | Hennie Spijkerman            | Dirk Jan Derksen                  | 14    |
| 2004–05 | Eerste divisie | 18   | 36    | 30     | 38 | 71 | Jan Olde Riekerink           | Niki Leferink                     | 11    |
| 2005–06 | Eerste divisie | 6    | 38    | 60     | 68 | 56 | Jan van Dijk                 | Serginho van Dijk Mourad Mghizrat | 18    |
| 2006–07 | Eerste divisie | 11   | 38    | 48     | 59 | 65 | Jan van Dijk                 | Serginho van Dijk                 | 12    |
| 2007–08 | Eerste divisie | 9    | 38    | 53     | 61 | 74 | Gerry Hamstra                | Morten Friis Jensen Roy Stroeve   | 12    |
| 2008–09 | Eerste divisie | 13   | 38    | 47     | 48 | 68 | Gerry Hamstra                | Roy Stroeve                       | 13    |
| 2009–10 | Eerste divisie | 15   | 36    | 48     | 51 | 79 | Harry Sinkgraven             | Hans Denissen / Ruud ter Heide    | 12    |
| 2010–11 | Eerste divisie | 13   | 34    | 35     | 48 | 64 | Azing Griever / René Hake    | Ruud ter Heide                    | 15    |
| 2011–12 | Eerste divisie | 18   | 34    | 17     | 24 | 73 | René Hake                    | Ruud ter Heide                    | 5     |
| 2012–13 | Eerste divisie | 12   | 30    | 32     | 38 | 52 | Joop Gall                    | Ruud ter Heide / Wout Weghorst    | 8     |
| 2013–14 | Eerste divisie | 12   | 38    | 51     | 64 | 68 | Joop Gall                    | Roland Bergkamp                   | 14    |
| 2014–15 | Eerste divisie | 4    | 38    | 67     | 88 | 57 | Joop Gall                    | Cas Peters                        | 23    |
| 2015–16 | Eerste divisie | 7    | 38    | 51     | 58 | 57 | Marcel Keizer / Gert Heerkes | Erixon Danso                      | 14    |
| 2016–17 | Eerste divisie | 9    | 38    | 55     | 50 | 40 | Dick Lukkien                 | Cas Peters                        | 14    |
| 2017–18 | Eerste divisie | 7    | 38    | 58     | 58 | 50 | Dick Lukkien                 | Cas Peters                        | 17    |
| 2018–19 | Eredivisie     | 0    | 14    | 0      | 0  | 0  | Dick Lukkien                 |                                   |       |

## Đội hình hiện tại
Tính đến ngày 8 tháng 3 năm 2019 
|     |             | \| No. \| \| Position \| Player \| \| --- \| \| -------- \| ---------------------------------------- \| \| 18 \| \| MF \| Emil Bijlsma \| \| 19 \| \| DF \| Stephen Warmolts \| \| 20 \| \| MF \| Michael Chacón \| \| 22 \| \| DF \| Caner Cavlan \| \| 23 \| \| DF \| Glenn Bijl \| \| 24 \| \| DF \| Daniel Camara Bos \| \| 25 \| \| FW \| Jafar Arias \| \| 26 \| \| GK \| Dennis Telgenkamp \| \| 27 \| \| MF \| Delano Grootenhuis \| \| 28 \| \| MF \| Rob Deiman \| \| 29 \| \| DF \| Nico Neidhart \| \| 30 \| \| MF \| Henk Bos \| \| 32 \| \| MF \| Robbert de Vos \| \| 33 \| \| DF \| Nick Kuipers (on loan from ADO Den Haag) \| \| 44 \| \| DF \| Andrej Lukić (on loan from Braga) \| \| 99 \| \| FW \| Sven Braken (on loan from NEC) \| \| — \| \| FW \| Zakaria El Azzouzi \| |                                          |
| No. |             | Position | Player                                   |
| 18  | Netherlands | MF | Emil Bijlsma                             |
| 19  | Netherlands | DF | Stephen Warmolts                         |
| 20  | Netherlands | MF | Michael Chacón                           |
| 22  | Netherlands | DF | Caner Cavlan                             |
| 23  | Netherlands | DF | Glenn Bijl                               |
| 24  | Netherlands | DF | Daniel Camara Bos                        |
| 25  | Curaçao     | FW | Jafar Arias                              |
| 26  | Netherlands | GK | Dennis Telgenkamp                        |
| 27  | Netherlands | MF | Delano Grootenhuis                       |
| 28  | Netherlands | MF | Rob Deiman                               |
| 29  | Germany     | DF | Nico Neidhart                            |
| 30  | Netherlands | MF | Henk Bos                                 |
| 32  | Netherlands | MF | Robbert de Vos                           |
| 33  | Netherlands | DF | Nick Kuipers (on loan from ADO Den Haag) |
| 44  | Croatia     | DF | Andrej Lukić (on loan from Braga)        |
| 99  | Netherlands | FW | Sven Braken (on loan from NEC)           |
| —   | Morocco     | FW | Zakaria El Azzouzi                       |

## Danh hiệu
- Thăng hạng Eredivisie: 1

2017-2018
- Bóng đá nghiệp dư chủ nhật: 1

1974
- Sunday Hoofdklasse C: 1

1974
- Thành tích tốt nhất ở Cúp Hà Lan: hai lần vào tứ kết (Cúp KNVB 1989-90 và Cúp KNVB 1998-99).

## Cựu giám đốc kỹ thuật
- Rob Groener
- Gerard Somer